# Antlers
Antlers (Espíritus oscuros en Hispanoamérica) es una película de terror sobrenatural de 2021 dirigida por Scott Cooper y protagonizada por Keri Russell, Jesse Plemons, Jeremy T. Thomas, Graham Greene, Scott Haze, Rory Cochrane y Amy Madigan. El guion, escrito por C. Henry Chaisson, Nick Antosca y Cooper, fue adaptado del cuento de Antosca "The Quiet Boy", publicado originalmente en la revista Guernica en enero de 2019. La película sigue a una maestra de escuela que sospecha que uno de sus alumnos sufre problemas personales en su vida hogareña, sin saber que el alumno alberga una entidad peligrosa en su casa.
El proyecto se anunció en julio de 2018 con Cooper como director y el elenco se unió al mes siguiente. El rodaje tuvo lugar en Columbia Británica en octubre y noviembre de 2018.
Antlers se estrenó en Beyond Fest el 11 de octubre de 2021 y fue estrenada en cines en los Estados Unidos el 29 de octubre de 2021 por Searchlight Pictures, luego de retrasarse dos veces desde una fecha de estreno de abril de 2020 debido a la pandemia de COVID-19. La película recibió reseñas mixtas de los críticos, quienes elogiaron la cinematografía, la actuación y los elementos de terror, pero lamentaron los temas subdesarrollados del guion.

## Sinopsis
Julia Meadows, una maestra de escuela en un pequeño pueblo de Oregón llamado Cispus Falls, y su hermano Paul, el sheriff local, se preocupan por uno de sus estudiantes, un niño llamado Lucas Weaver, el cual guarda en secreto una criatura sobrenatural dentro de su casa.

## Reparto
- Keri Russell como Julia Meadows.
- Jesse Plemons como Paul Meadows.
- Jeremy T. Thomas como Lucas Weaver.
- Graham Greene como Warren Stokes.
- Scott Hazme como Frank Weaver.
- Rory Cochrane como Dan Lecroy.
- Amy Madigan como Principal Booth.
- Cody Davis como Clint.
- Sawyer Jones como Aiden Weaver.

## Producción
En julio de 2018 se anunció que Guillermo del Toro produciría Antlers, una película que sería dirigida por Scott Cooper con Keri Russell en negociaciones para protagonizarla. Tenía previsto iniciar el rodaje en Vancouver (Columbia Británica) para el cuarto trimestre de 2018. En agosto de 2018 Jesse Plemons se unió al elenco. En octubre de 2018, Jeremy T. Thomas, Graham Greene, Amy Madigan, Scott Haze y Rory Cochrane se unieron al reparto.
La fotografía principal inició el 1 de octubre de 2018 y finalizó el 30 de noviembre de 2018.

## Estreno
Antlers se estrenó en Beyond Fest en Los Ángeles el 11 de octubre de 2021. Se estrenó en cines en los Estados Unidos el 29 de octubre de 2021.
La película originalmente estaba programada para estrenarse el 17 de abril de 2020, pero fue eliminada del calendario de estrenos debido a la pandemia de COVID-19. Se reprogramó para el 19 de febrero de 2021, antes de volver a eliminarse del calendario de lanzamiento.
Antlers se lanzó en descarga digital el 21 de diciembre de 2021, seguido de un lanzamiento en Blu-Ray y DVD el 4 de enero de 2022 por Walt Disney Home Entertainment.